# La Rabassa (Clariana de Cardener)
La Rabassa és una masia situada al municipi de Clariana de Cardener, a la comarca catalana del Solsonès. L'edificació es considera del segle XVII o possiblement anterior, amb posteriors reformes i ampliacions, sent l'estructura actual del segle XVIII. Pertany a l'entitat de població de Clariana de Cardener.
És una construcció habitual a l'epoca, a base de pedra i teula. De paredat, també de carreus i morter, amb portal de mig punt adovellat; cantonades i part d'obertures de pedra tallada i picada, o bé de totxo. Coberta aràbiga a dos vessants. Hi ha una explotació agrícola i ramadera.
La masia es troba a 454 m d'altitud, a tocar del riu Cardener a l'alçada del Pont del Molí de Canet. Es situa en una plana envoltada de camps de conreu que limiten amb vegetació de ribera del riu Cardener i pinedes de pinassa. És un paisatge agroforestal influenciat pel paisatge de ribera.